# Retanilla patagonica
Retanilla patagonica es una especie de arbusto de la familia Rhamnaceae.

## Descripción
Es un arbusto espinoso perennifolio, siempreverde nativo del sur de Argentina y de Chile.

## Taxonomía
Retanilla patagonica fue descrita por (Speg.) Tortosa y publicado en Darwiniana 31: 238, en el año 1992.
Sinonimia
- Trevoa patagonica Speg. basónimo[2]